# Pseudopaludicola canga
Pseudopaludicola canga es una especie  de anfibios de la familia Leptodactylidae.

## Distribución geográfica
Es una especie endémica de Brasil. 